# رومان فيوينت
رومان فيوينت (بالإسبانية: Román Fuente)‏ هو لاعب كرة قدم مكسيكي، ولد في 31 يناير 1985. لعب مع Venados F.C. ‏.

## وصلات خارجية
- رومان فيوينت على موقع قاعدة بيانات كرة القدم.إي يو (الإنجليزية)
- رومان فيوينت على موقع Soccerway.com (الإنجليزية)